# 費雷爾角

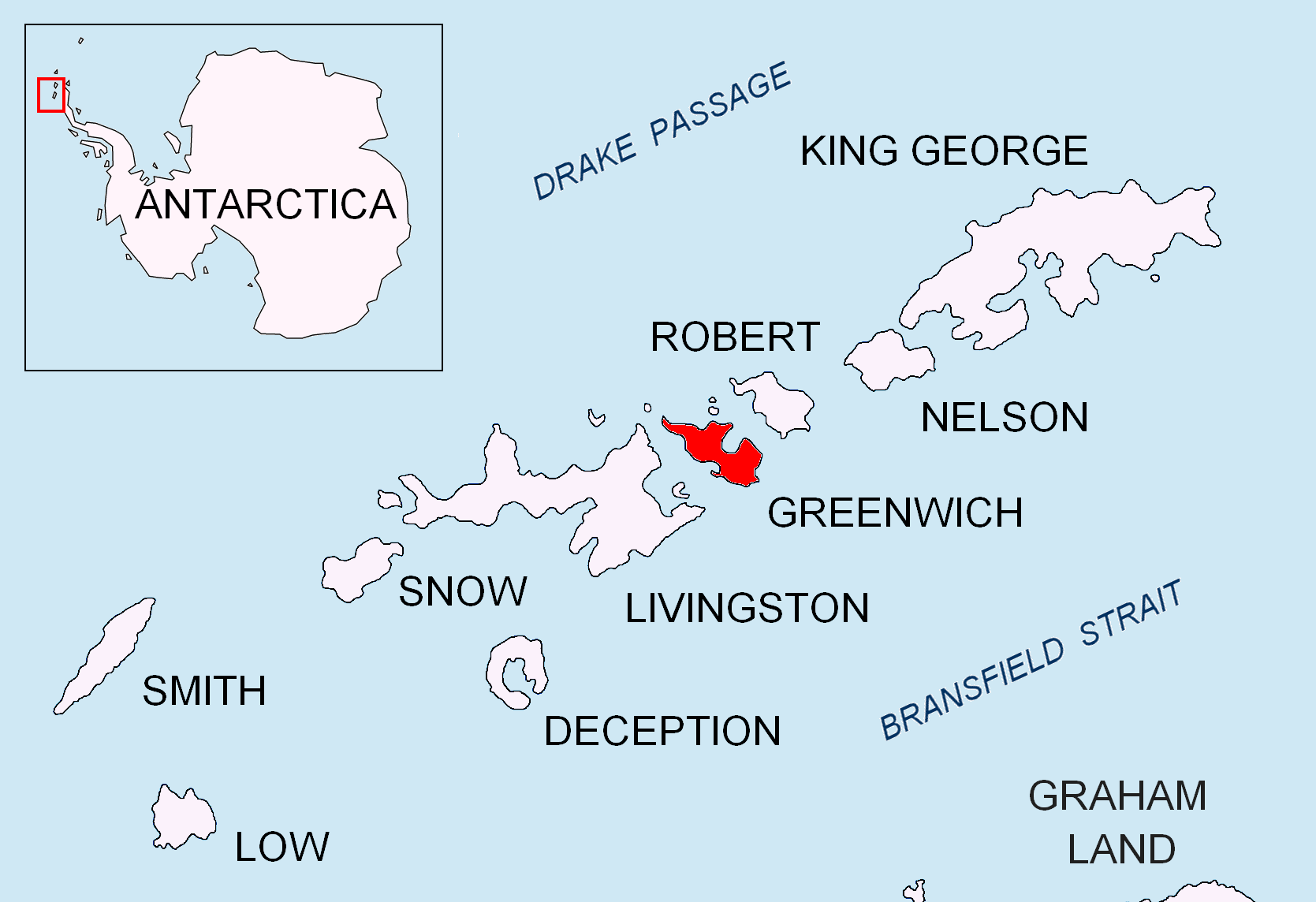

費雷爾角（英語：Ferrer Point）是南極洲的海岬，位於南設得蘭群島中格林尼治島的發現號灣南部，處於阿什角西南面4.03公里、拉貝角東南面1.79公里和斯帕克角東南面6.36公里。

## 外部連結
- SCAR Composite Antarctic Gazetteer（页面存档备份，存于）.

62°30′24.4″S 59°42′25″W / 62.506778°S 59.70694°W